# 31-ша окрема механізована бригада (Україна)
31-ша окрема механізована бригада імені генерал-хорунжого Леоніда Ступницького (31 ОМБр) — механізоване з'єднання Сухопутних військ Збройних сил України чисельністю у бригаду. Базується у Житомирській області. Створена 17 лютого 2023 року. З липня 2025 року входить до складу 20 АК.
Влітку 2023 року бригада брала участь у контрнаступальних операціях на Півдні, в районі Рівнополя.

## Історія
При формуванні 31-ша бригада отримала здебільшого радянське озброєння, на відміну від 9 інших бригад, які у той час створювали із західним тренуванням та озброєнням.
26 червня 2023 року повідомлялося, що бригада атакувала в районі Рівнополя і зайняла село. 2-й батальйон бригади вибив із висоти російський 394-й мотострілецький полк, зробивши маневр із оточення, внаслідок чого росіяни втекли з позицій. До цього російська пропаганда поширювала інформацію, що нібито 31-ша бригада разом із 23-ю механізованою, які діяли на цій ділянці разом, були розбиті.
26 липня 2025 року повідомлялось, що російські військові з 336-та окремої бригади морської піхоти (РФ) встановили свій прапор в селі Маліївка, що значило-б просування опупаційних військ на території Дніпропетровщини. Тоді, 31-шою бригадою, було знищено російські війська під Маліївкою, село перебувало під контролем Збройних сил України

## Структура
- Розвідувальний взвод[5]
- 2-й механізований батальйон[6]
- Служби охорони держтаємниці[7]
- Група секретного документального забезпечення[8]
- Відділення комунікацій[9]
- Батальйон безпілотних систем[10]
- Медична рота[11]

## Озброєння
- Танки: Т-64БВ[3]

## Командування
- 13.02.2023—26.02.2024: полковник Олійник Володимир Сергійович[12]
- 2023—08.2024: полковник Андрій Усанов[13][14][15]
- 13.08.2024 — дотепер: полковник Смоляк Сергій Сергійович[16]

## Традиції
6 травня 2024 року, у День піхоти, Президент України вручив 31 окремій механізованій бригаді бойовий прапор.
Указом Президента України від 14 липня 2025 року №488/2025 бригаді було присвоєно почесне найменування «імені генерал-хорунжого Леоніда Ступницького», на честь військового діяча, командувача Армії Української Народної Республіки на завершальному етапі її існування, учасник перших визвольних змагань. Повна назва «31-ша окрема механізована бригада імені генерал-хорунжого Леоніда Ступницького».

### Символіка
В символіці 31 бригади відтворено одну з видозмін герба князя Василя Костянтина Острозького, що відомий за зображенням на печатках другої половини XVI століття. В його основі — знак у вигляді стріли над півколом і зіркою з півмісяцем. Над щитом розташовано стрічку з гаслом «FERRO ET IGNE», тобто — «ЗАЛІЗО І ВОГОНЬ».